# Podolien

Podoliens vapen.

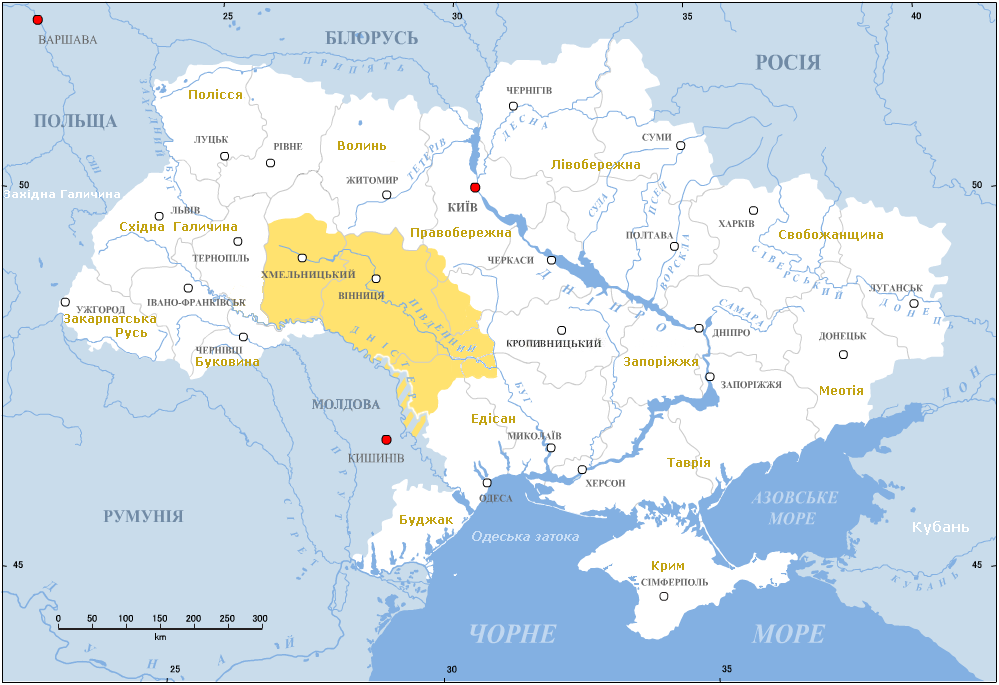
Podoliens ungefärliga utbredning i det nuvarande Ukraina.

Podolien (ukrainska Поділля, Podillja) är ett historiskt landskap beläget i nuvarande västra/centrala Ukraina och nordöstra Moldavien.

## Historia
Podolien tillhörde furstendömena Kiev och Volynien när det vid mitten av 1300-talet erövrades av Storfurstendömet Litauen och sedan kom att ingå i Polsk-litauiska samväldet. År 1672 erövrade Osmanska riket området. I och med det osmanska nederlaget i slaget vid Zenta 1697 mot det Habsburgska riket tvingades Osmanska riket till fred, som verkligställdes 1699 i Karlowitz. Eftersom Polen spelat en avgörande roll under kriget mot Osmanska riket återfick Polen Podolien. Vid Polens första delning (1772) föll en mindre del i väster till Österrike, vid de senare delningarna (1793 och 1795) tog Kejsardömet Ryssland det övriga, som 1796 tillsammans med Bratslav blev ett särskilt guvernement, Guvernementet Podolien.